# محمد حسن فضل الله
محمد حسن فضل الله (1892 - 2 نوفمبر 1972) فقيه مسلم وشاعر لبناني في القرن 14 هـ/ 20 م. ولد في عيناثا بجبل عامل ونشأ بها. قرأ المبادئ الأدبية والشرعية على موسى مغنية، والأُصول على نجيب فضل الله، وقوانين الأُصول على عبد الرسول إبراهيم، ورياض المسائل والرسائل على مصطفى نور الدين، والتفسير والحديث والفقه على جدّه لاُمّه مهدي شمس الدين. هاجر إلى النجف 1920 وتعلم بها على عدة من العلماء ثم أُجيز بالاجتهاد عن مشايخه سنة 1933. رجع إلى لبنان في نفس السنة واستوطن بيروت وتوفي بها. دفن في النجف في العتبة العلوية. له مؤلفات عدة في الفقه وديوان شعر.

## سيرته
ولد محمد حسن بن علي بن هادي فضل الله الحسني العيناثي العاملي في عيناتا بجبل عامل سنة 1310 هـ/ 1892 م ونشأ بها. قرأ المبادئ الأدبية والشرعية على موسى مغنية، والأُصول على نجيب فضل الله، وقوانين الأُصول على عبد الرسول إبراهيم، ورياض المسائل والرسائل على مصطفى نور الدين، والتفسير والحديث والفقه على جدّه لاُمّه الشيخ مهدي شمس الدين.

هاجر إلى النجف سنة 1338 هـ/ 1920 م وحضر بها الأبحاث العالية في الفقه وأُصوله على حسين الحمامي ومحمد كاظم الشيرازي وحسين النائيني وأحمد كاشف الغطاء و ضياء الدين العراقي وأبي الحسن الأصفهاني ومحسن الحكيم و محمد رضا آل ياسين ومحمد حسين كاشف الغطاء.

أُجيز بالاجتهاد عن مشايخه آل ياسين والنائيني والأصفهاني وأحمد كاشف الغطاء سنة 1351 هـ/ 1933 م، وكان واسع الاطلاع بالتفسير والحديث والأدب وقرض الشعر.

رجع إلى بلاده سنة 1351 هـ/ 1933 م ونزل بيروت قائماً بواجباته الشرعية في التدريس والإفادة والإرشاد وإقامة الجماعة. توفي في بيروت 26 رمضان سنة 1392 هـ/ 2 نوفمبر 1972 ونقل إلى النجف ودفن بالصحن الشريف.

## مؤلفاته
- تقريرات الأُصول
- تقريرات الفقه
- ديوان شعره
- الرد على المادّيين
- كتاب الأخلاق